# Hoogvliet (Supermarkt)
Die Hoogvliet supermarkten BV ist ein niederländisches Einzelhandelsunternehmen, das unter dem Namen Hoogvliet zurzeit (Stand: November 2023) 73 Supermärkte betreibt. Das Unternehmen, das Mitglied der Einkaufsgemeinschaft Superunie ist, hat seinen Sitz in Bleiswijk.

## Geschichte

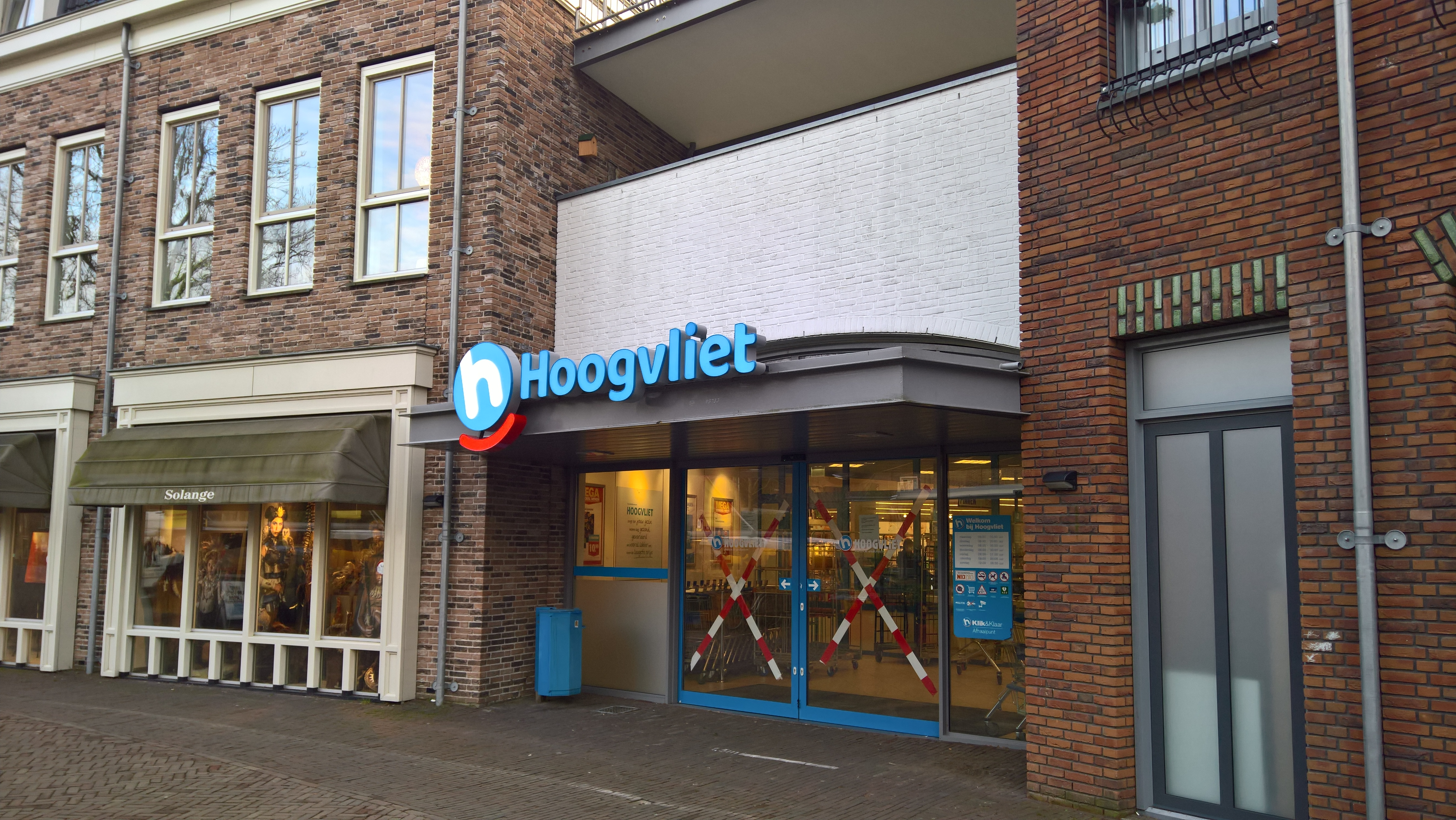
Ein Hoogvliet-Markt in Berkel en Rodenrijs im Januar 2021

### Anfänge als Großhandel, Wandel zum Supermarkt und erstes Wachstum (1932–2008)
Die Gründung des heutigen Unternehmens erfolgte 1932 durch Joris Hoogvliet. In einem Lagerhaus in Kwintsheul verkaufte sein Sohn Leen Hoogvliet 1968 erstmals Lebensmittel. Das Geschäft hörte zu diesem Zeitpunkt auf Cash 'n' Carry. Es folgten weitere Standorte in Den Haag und Voorschoten. Da verschiedene Unternehmen den Namen Cash 'n' Carry nutzten, erfolgte 1974 die Umbenennung der nun vollwertigen Supermärkte in Hoogvliet. Bereits im Februar 2005 waren in rund 20 Filialen 40 SB-Kassen zu finden, Hoogvliet galt dabei in den Niederlanden als einer der Pioniere in diesem Segment. Zum damaligen Zeitpunkt, als man 42 Filialen vor allem in Zuid-Holland betrieb, sollte die Anzahl der SB-Kassen verdoppelt werden. Im Mai 2005 einigten sich Coop, Deen und Hoogvliet über eine mögliche vollständige Übernahme der Kette De Wit Komart. Hoogvliet übernahm danach acht Filialen sowie die darin beschäftigten Mitarbeiter der Kette De Wit Komart und eröffnete sie am 30. Juni 2005 neu. Damit erreichte das Unternehmen den Meilenstein von 50 Filialen. Der Meilenstein wurde gefeiert, in dem vier Wochen lang auf eine Vielzahl von Produkten 50 Prozent Rabatt gewährt wurde. Im Juni 2007 trat der damalige kaufmännische Leiter der Kette, Harrie Westra, unerwartet zurück. Im September des gleichen Jahres folgte die Entlassung des Geschäftsführers Max Pietersma. Als Hintergrund wurden Probleme auf der Führungsebene vermutet. Pietersma wurde offiziell wegen der Meinungsverschiedenheit zwischen ihm und dem Unternehmen entlassen. Anfang 2008 betrieb man 56 Supermärkte.

### Neues Design, Jubiläum und der Onlineshop (2009–2014)

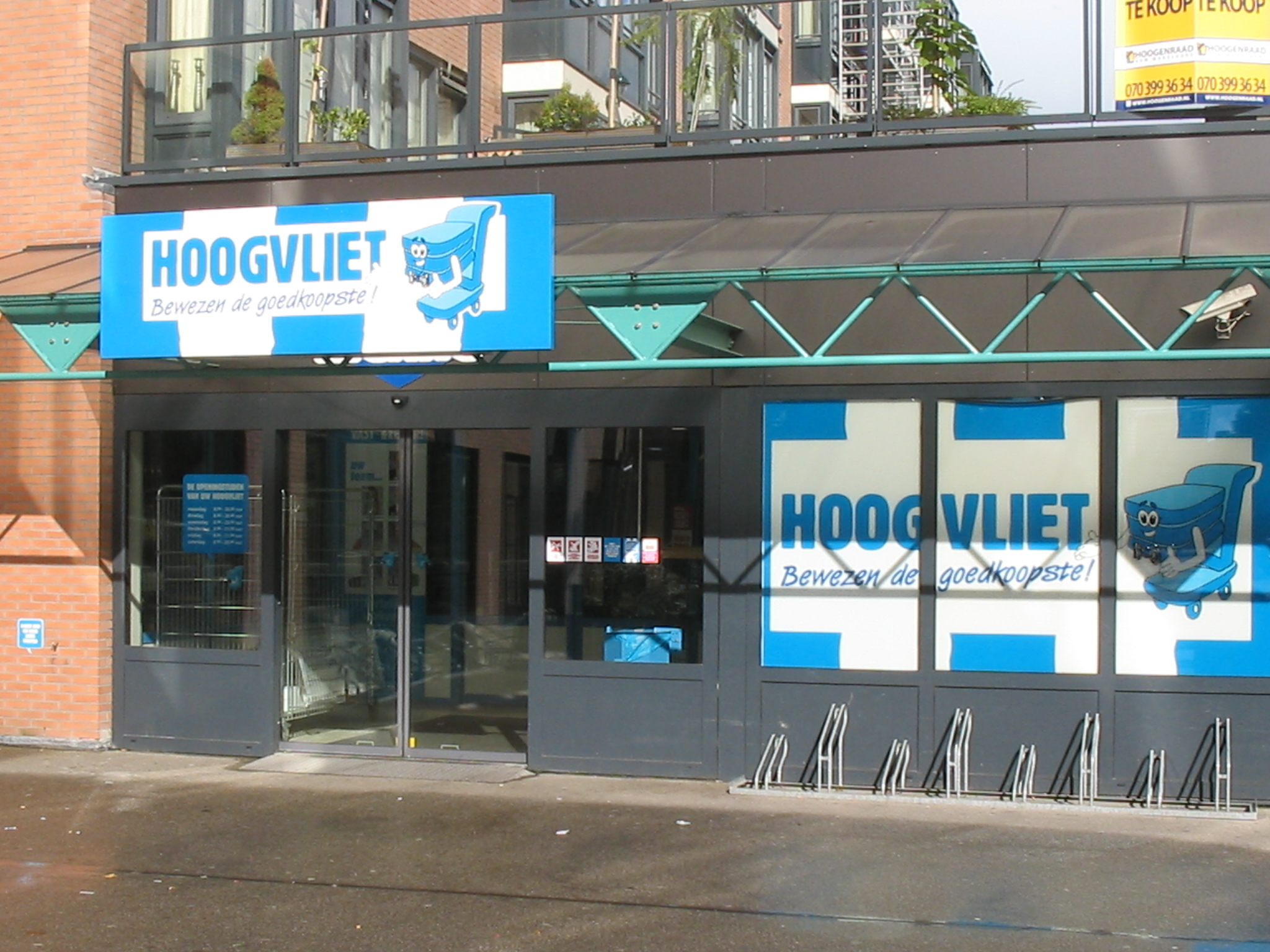
Ein Hoogvliet-Markt in Rijswijk, im Oktober 2005. Zu sehen ist das 2009 abgelöste Logo.

Ein neues Logo wurde Anfang 2009 vorgestellt. Der zuvor im Logo zu sehende Cartoon-Einkaufswagen wich einem schrägen h in hellblau. Zeitgleich wurde die Corporate Identity überarbeitet. So erhielten z. B. die elektronischen Preisschilder in den Filialen für einzelne Warengruppen besondere Farben zugeordnet (Handelsmarken-Produkte mit blauem Rahmen, Niedrigpreis-Artikel mit gelbem Rahmen und neue Produkte mit einem orangen Rahmen). Die Kette übernahm zum 26. April 2010 zwei C1000-Supermärkte, die sich beide in Utrecht befanden. Während der im Bezirk Overvecht einen bisherigen Hoogvliet-Standort im gleichen Bezirk ersetzte, markierte die Eröffnung des Marktes im Bezirk Lunetten die Eröffnung des 60. Hoogvliet-Marktes. Mit der Einführung ab März 2012 bietet Hoogvliet seither auch Scan & Go an. Um das 45-jährige Jubiläum des Unternehmens zu feiern, schlossen am 13. April 2013 alle Filialen bereits um 17:00 Uhr. Am Abend fand eine große Mitarbeiterfeier statt.
Ende Oktober 2013 wurde bekannt, dass noch vor dem Jahreswechsel ein Onlineshop mit Lebensmitteln starten soll. Am 27. November 2013 ging der Shop in Betrieb. Kunden konnten online Lebensmittel bestellen, die sie danach in 42 der damaligen 63 Filialen an separaten Schaltern abholen konnten. Dieser Service wurde als Klik&Klaar eingeführt. Das entwickelte und Versmarkt (dt.: Frischmarkt) genannte Konzept wurde ab dem 21. Mai 2014 in einer Filiale in Hendrik-Ido-Ambacht getestet. Einzelne Elemente, wie das Zusammenstellen von Mahlzeiten durch die Kunden, die Mitnahme von frischen Pizzen, als auch das Hervorheben der Frischesortimente wurden dabei untersucht. Im September 2014 begann das Unternehmen mit dem Bau von Teilen seines Vertriebszentrums und neuer Büros in Bleiswijk. Auf 12.600 m² entstand zuerst eine Bäckerei, die im Sommer 2015 eingeweiht wurde.

### Lieferung nach Hause, Spendenknopf und weitere Entwicklung (2015–2019)

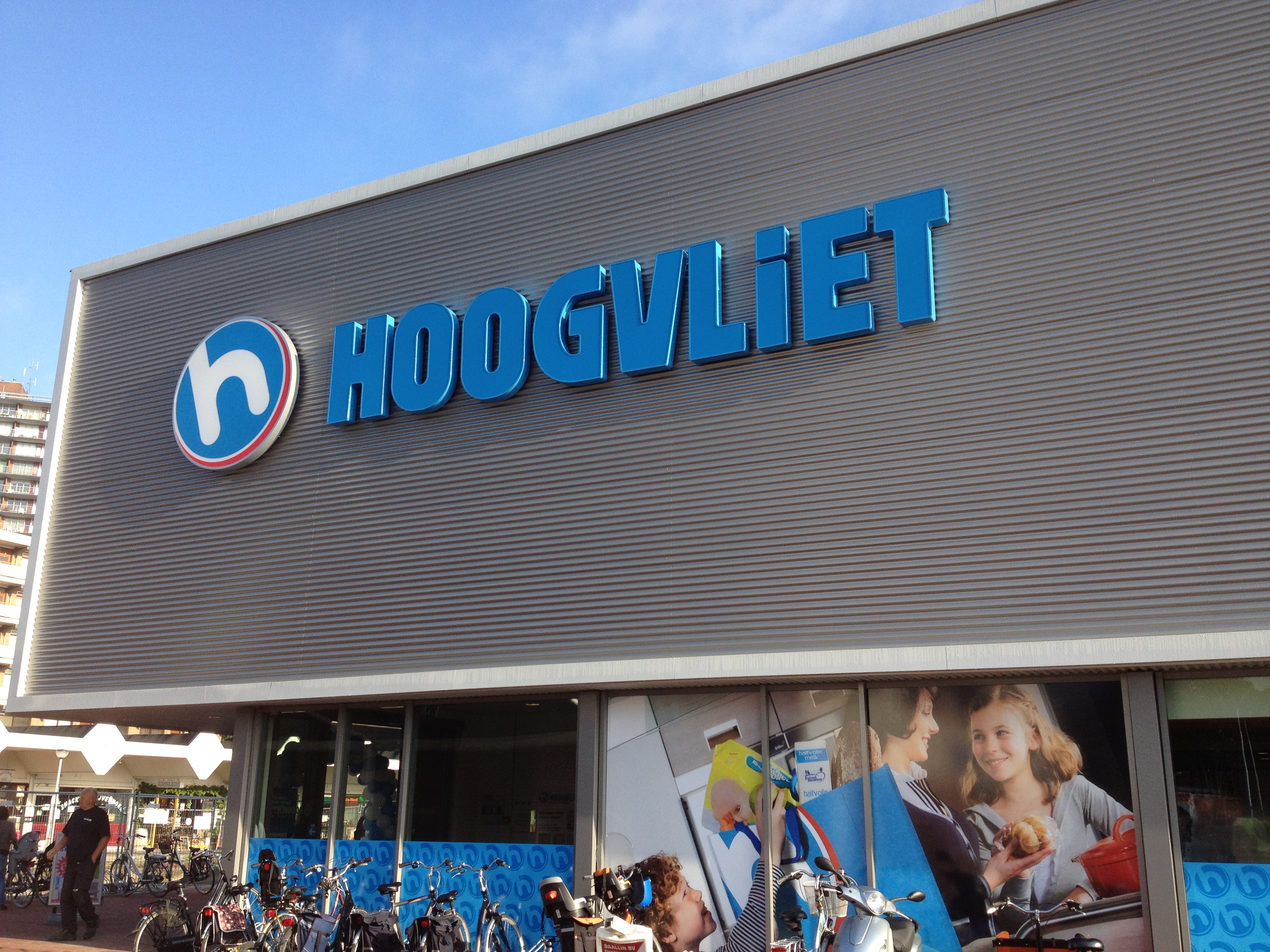
Ein Hoogvliet-Markt in Zoetermeer, im August 2012

Erstmalig wurde die Lieferung nach Hause am 29. Januar 2015 gestartet, zu Beginn testweise in dem Ort Voorschoten. Ein zweiter Frischmarkt wurde Mitte September 2015 in Zaltbommel eröffnet. Bis Ende des gleichen Jahres wurde der erste Frischmarkt wieder geschlossen. Ein dritter angekündigter Frischmarkt in Den Haag eröffnete 2016, enthielt jedoch nur noch Teile des Konzepts und flaggte offiziell als klassischer Hoogvliet-Markt. Am 31. August 2016 gegen 8:30 Uhr wurde ein Großbrand in einer Voorburger Filiale gemeldet. Der Markt auf der Klaverweide brannte, sodass er mehrere Wochen zur Renovierung geschlossen werden musste. Er konnte am 6. Oktober 2016 wiedereröffnet werden. Nach der Schließung des zweiten Frischmarktes wurde das Konzept Frischmarkt nicht weiterverfolgt. Im November 2016 wurde eine App gestartet, mit der Kunden von Hoogvliet Lebensmittel online bestellen können.
Anfang März 2018 wurden in einigen Filialen Spendenknöpfe an den Pfandautomaten installiert. Binnen zwei Monaten wurde eine Spendensumme von 20.000 Euro erzielt. Ein Scheck über diese Summe wurde der Stiftung Plastic Soup Foundation Ende Mai/Anfang Juni 2018 übergeben. Ebenfalls im März 2018 konnte man den Startschuss für den Bau des Vertriebszentrums in Bleiswijk geben. Das heutige Logo wurde ab Ende 2018 an den Filialen angebracht. Es unterscheidet sich vor allem in der Schreibweise des Namens vom Vorgänger. So wird seither darauf verzichtet, den Namen komplett in Versalien zu schreiben. Auf der Kerkvaart in Mijdrecht konnte am 17. April 2019 der 70. Markt eröffnet werden. Der hauseigene Lieferservice ist seit Juli 2019 im gesamten Filialgebiet Hoogvliets verfügbar. Seit Dezember 2019 nimmt man am Programm Too Good To Go teil. Im selben Monat konnte die Einführung des Spendenknopfs an den Pfandautomaten aller Filialen abgeschlossen werden. 2019 belief sich der landesweite Marktanteil der Kette auf 2,1 Prozent.

### Einfluss der Corona-Pandemie und das Unternehmen heute (2020–)

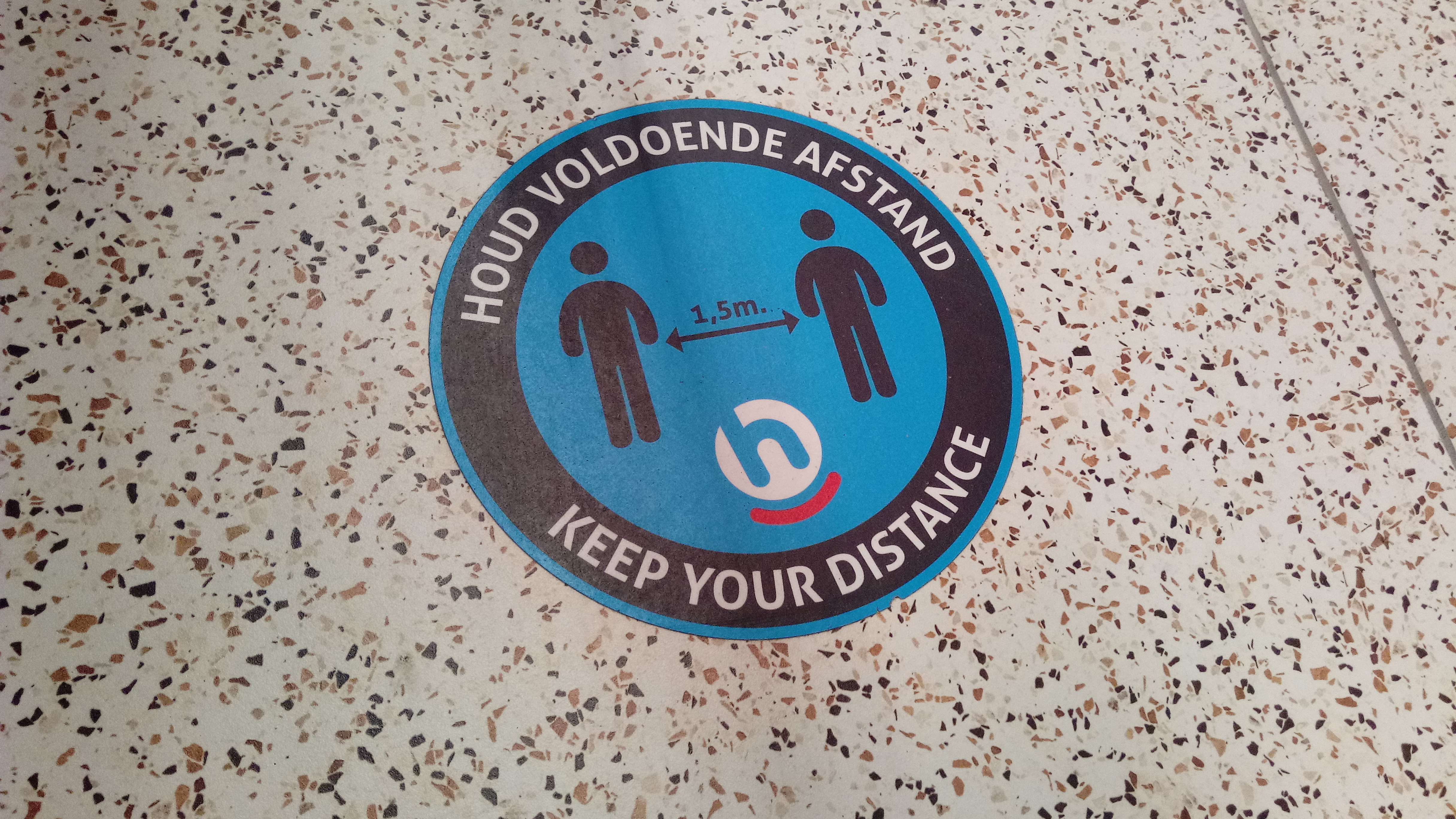
Zweisprachiger Aufkleber, der während der Corona-Pandemie auf den Mindestabstand hinwies.

Das Vertriebszentrum in Bleiswijk konnte mitsamt den Büroflächen am 24. Januar 2020 in Betrieb gehen. Auf 72.000 m² beherbergt es u. a. neben der 2015 eröffneten Bäckerei auch die zentrale Metzgerei sowie die Servicecenter. Im selben Zuge wurde der Hauptsitz von Alphen aan den Rijn nach Bleiswijk verlegt. Zu Beginn der Corona-Pandemie und der Abstandsregelung von 1,50 Meter wurden die Mitarbeiter von Hoogvliet im März 2020 mit entsprechenden Westen ausgestattet. Diese erhielten auf der Rückenseite einen Hinweis auf den einzuhaltenden Abstand. Im selben Monat installiert man im Kassenbereich aller 70 Standorte Plexiglasscheiben. Einen monetären Corona-Bonus erhielten die Mitarbeiter im April 2020. In sieben Filialen der Kette startete im Mai 2021 ein Pilotprojekt zur besseren Erkennbarkeit von zuckerfreien Getränken. Diese sollen durch spezielle Regalstopper gesondert hervorgehoben werden. Im Rahmen des 55-jährigen Bestehens des Unternehmens hatten Kunden vom 3. Mai 2023 bis 6. Juni 2023 wöchentlich die Chance, ein Jahr kostenloses Einkaufen von Lebensmitteln zu gewinnen. Nach fast 40 Jahren stellte das Unternehmen zum 20. August 2023 das System von Sparmarken ein. Auf der Rückseite von Kassenbons waren Sparmarken zu finden, mit denen Produkte, bei Erreichen einer bestimmten Markenanzahl, für die Kunden kostenlos waren. Nach Angaben der Kette nutzen immer weniger Kunden das Angebot. Die Einstellung des Systems wird mit einer durch die Einstellung erreichbaren Kostensenkung und Papiereinsparung begründet.

## Handelsmarken
Hoogvliet bietet verschiedene Handelsmarken an. Seit Ende März 2018 führt man unter dem Namen Buitengewoon (Eigenschreibweise: BUITEN GEWOON), Lebensmittel im Premiumsegment. Zu Beginn bestand das Sortiment aus 75 Artikeln. Brot aus der eigenen Bäckerei wird unter der Handelsmarke Warme Bakker (dt.: Heiße Bäckerei) geführt. Regionale Produkte bietet man unter Streek (Eigenschreibweise: STREEK; dt.: Region) an. Als Preiseinstiegsmarke führt man auch Produkte unter der Handelsmarke Hoogvliet. Bis zum Ende des ersten Quartals 2006 sollte die Anzahl der angebotenen Produkte unter der Marke 85 erreichen, bis Ende 2007 sogar 200. Darüber hinaus bezieht man u. a. die Marke G'woon (Eigenschreibweise: g'woon) sowie weitere Handelsmarken, die auch von anderen Superunie-Mitgliedern genutzt werden bzw. werden können.

## Auszeichnungen
2015 war Hoogvliet in den Top 100 der besten Arbeitgeber der Niederlande vertreten.

## Kritik
Die Top Management Group (TMG) verklagte im Dezember 2013 die Kette, weil diese ein Onlineshopkonzept namens Klik&Klaar lancierte, obwohl eine Kommerzialisierung laut Aussage der TMG nicht vorgesehen war. TMG gab an, bei der Entwicklung beteiligt gewesen zu sein. Das Verfahren begann im Januar 2014.
Die niederländische Verbraucherorganisation Consumentenbond forderte Dirk und Hoogvliet im Juli 2015 auf, ihre Werbeaktionen zu Ergebnissen einer Supermarktpreisumfrage zu stoppen. Hintergrund war eine Auslegung zugunsten der beiden Supermarktketten beim Thema Günstige Angebote. So ermittelte der Consumentenbond, dass im Mai 2015 die Kette Nettorama die günstigste war, Dirk und Hoogvliet warben jedoch irreführend damit, selbst die jeweils günstigste Kette zu sein.